# Acugamasus watsoni
Acugamasus watsoni är en spindeldjursart som först beskrevs av Hirschmann 1966.  Acugamasus watsoni ingår i släktet Acugamasus och familjen Ologamasidae. Inga underarter finns listade i Catalogue of Life.